# Feldeisenbahndirektion
Feldeisenbahndirektion var en typ av högre förband med järnvägstrupper som sattes upp av Nazityskland för att sätta erövrade järnvägarna i drift för att kunna föra fram förnödenheter till stridande förband. Förbanden förfogade över administrativ personal, verkstadsförband för reparation av rullande materiel och järnvägsingenjörsförband för reparation och ombyggnad av spåranläggningar. Detta för att kunna reparera och konvertera erövrade järnvägssystem samt organisera driften av dessa, men man hade inte resurser att bemanna tåg och stationer utan där fick man förlita sig på civilpersonal som oftast hade jobbat vid det erövrade landets järnväg innan kriget. Varje Feldeisenbahndirektion förfogade över ungefär 10.000 man. Även om järnvägstrupperna var en del av Wehrmacht så var 90 % av manskapet civil järnvägspersonal. Senare kom fyra Haupteisenbahndirektionen att sättas upp i Dnipropetrovsk, Kiev, Minsk och Riga för att ta över driften av de konverterade järnvägslinjerna i de områden som stod under civiladministration.

## Förband
- FBD 1 skulle stödja armégrupp Nord men kom att dras tillbaka och användas för kampanjen på Balkan. I juni 1940 sattes FBD 4 upp i Danzig som en ersättning.
- FBD 2 skulle stödja armégrupp Mitte.
- FBD 3 skulle stödja armégrupp Süd.[3]

### Organisation
Feldeisenbahndirektionens organisation var som följande:
- 6 × Feldeisenbahnbetriebsämter: Driftsavdelningar
- 3 × Feldeisenbahnmaschinenämter: Maskinavdelningar
- 2 × Feldeisenbahnwerkstättenämter: Verkstadsavdelningar